# Veprecula pungens
Veprecula pungens is een slakkensoort uit de familie van de Raphitomidae. De wetenschappelijke naam van de soort is voor het eerst geldig gepubliceerd in 1860 door Gould.